# Остров Шокальского
Остров Шокальского находится в Карском море, при входе в Обскую губу. Относится к территории Тазовского района Ямало-Ненецкого автономного округа. Длина около 30 км, ширина до 20 км, высота до 27 м, площадь 428 км². Остров отделён от Гыданского полуострова Гыданским проливом. Поверхность представляет собой равнину, покрытую тундровой растительностью. Описан и нанесён на карту в 1902 году Гидрографической экспедицией Северного Ледовитого океана на п/х «Пахтусов» под командованием капитана 2 ранга А. И. Варнека и по его предложению назван в честь профессора Ю. М. Шокальского.